# NGC 3919
NGC 3919 est une galaxie elliptique située dans la constellation du Lion. NGC 3919 a été découverte par l'astronome prussien Heinrich d'Arrest en 1864.

## Caractéristiques
Sa vitesse par rapport au fond diffus cosmologique est de 6 430 ± 23 km/s, ce qui correspond à une distance de Hubble de 94,8 ± 6,7 Mpc (∼309 millions d'al).
À ce jour, une mesure non basée sur le décalage vers le rouge (redshift) donne une distance d'environ 113,000 Mpc (∼369 millions d'al). Cette valeur est à l'extérieur des valeurs de la distance de Hubble, mais compatible avec celles-ci. Notons cependant que c'est avec la valeur moyenne des mesures indépendantes, lorsqu'elles existent, que la base de données NASA/IPAC calcule le diamètre d'une galaxie et qu'en conséquence le diamètre de NGC 3919 pourrait être d'environ 30,6 kpc (∼99 800 al) si on utilisait la distance de Hubble pour le calculer.

## Groupe de NGC 3842

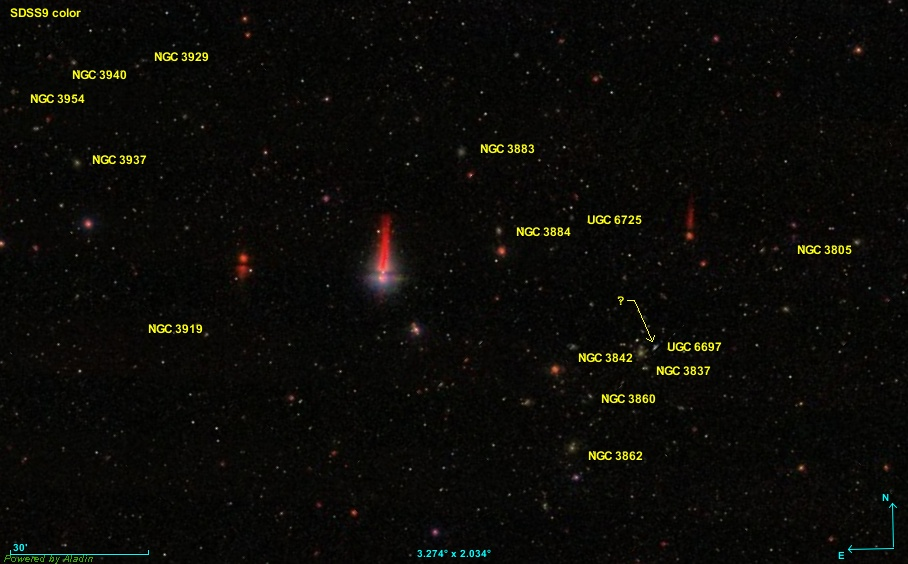
Les galaxies du groupe de NGC 3842

NGC 3919 fait partie du groupe de NGC 3842, la galaxie la plus brillante de ce groupe. Le groupe de NGC 3842 compte au moins 16 galaxies. Les autres galaxies du groupe figurant au New General Catalogue sont NGC 3805, NGC 3837, NGC 3940, NGC 3842, NGC 3860, NGC 3862, NGC 3883, NGC 3884, NGC 3929, NGC 3937, NGC 3940, NGC 3947, NGC 3954, UGC 6697 et UGC 6725 respectivement noté 1141+2015 et 1142+2044 pour les galaxies CGCG 1141.2+2015 et CGCG 1142.5+2044. La 16e galaxie de la liste de l'article publié par Abraham Mahtessian en 1998 est noté 1134+2015 et elle ne figure pas dans les bases de données NASA/IPAC et Simbad. Il se pourrait que 1134+2015 soit la galaxie SDSS J114348.22+195830.7 qui est au nord et très rapproché de UGC 6697. La vitesse radiale de cette galaxie naine est en effet de 6 790 km/s et elle appartient définitivement au groupe de NGC 3862.

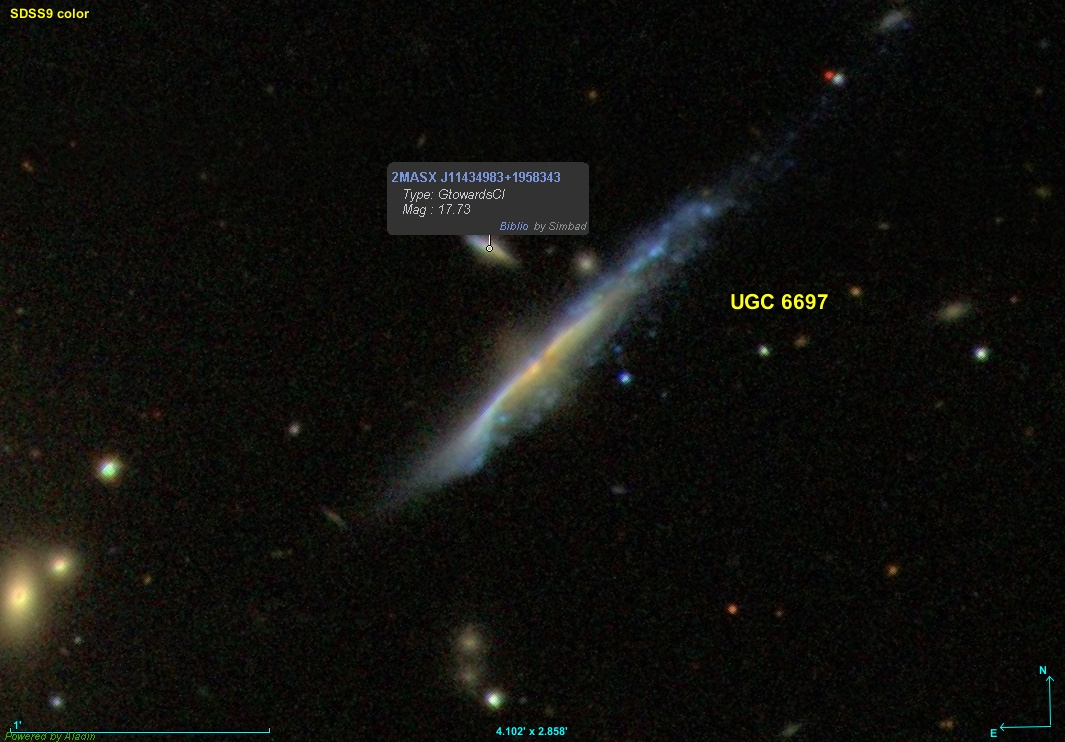
La galaxie naine au nord de UGC 6697 fait partie du groupe de NGC 3842

La galaxie au nord de NGC 3862 est IC 2955. Le décalage vers le rouge de cette galaxie est exactement le même que celui de NGC 3862. IC 2955 et NGC 3862 forme donc une paire de galaxie fort probablement en interaction gravitationnelle. De même, la galaxie à l'ouest de NGC 3937 est IC 2968 et son décalage vers le rouge est de 0,022055 ce qui correspond à une distance de 92,3 Mpc, presque la même que celle de NGC 3937. IC 2968 et NGC 3937 forment donc aussi une paire de galaxies. Mais étrangement, IC 2955 et IC 2968 n'apparaissent pas dans la liste de Mahtessian. Un oubli ?
Note : la galaxie NGC 3860 dans la liste de Mahtessian ne fait pas vraiment partie du groupe de NGC 3842. Elle fait plutôt partie du groupe de NGC 3861. Voir la page de NGC 3860 pour plus des informations plus détaillées.

## Amas du Lion
Comme plusieurs des galaxies voisines, NGC 3919  et les galaxies du groupe de NGC 3842 font partie de l'amas de galaxies du Lion (Abell 1367).